# Faradayova konstanta

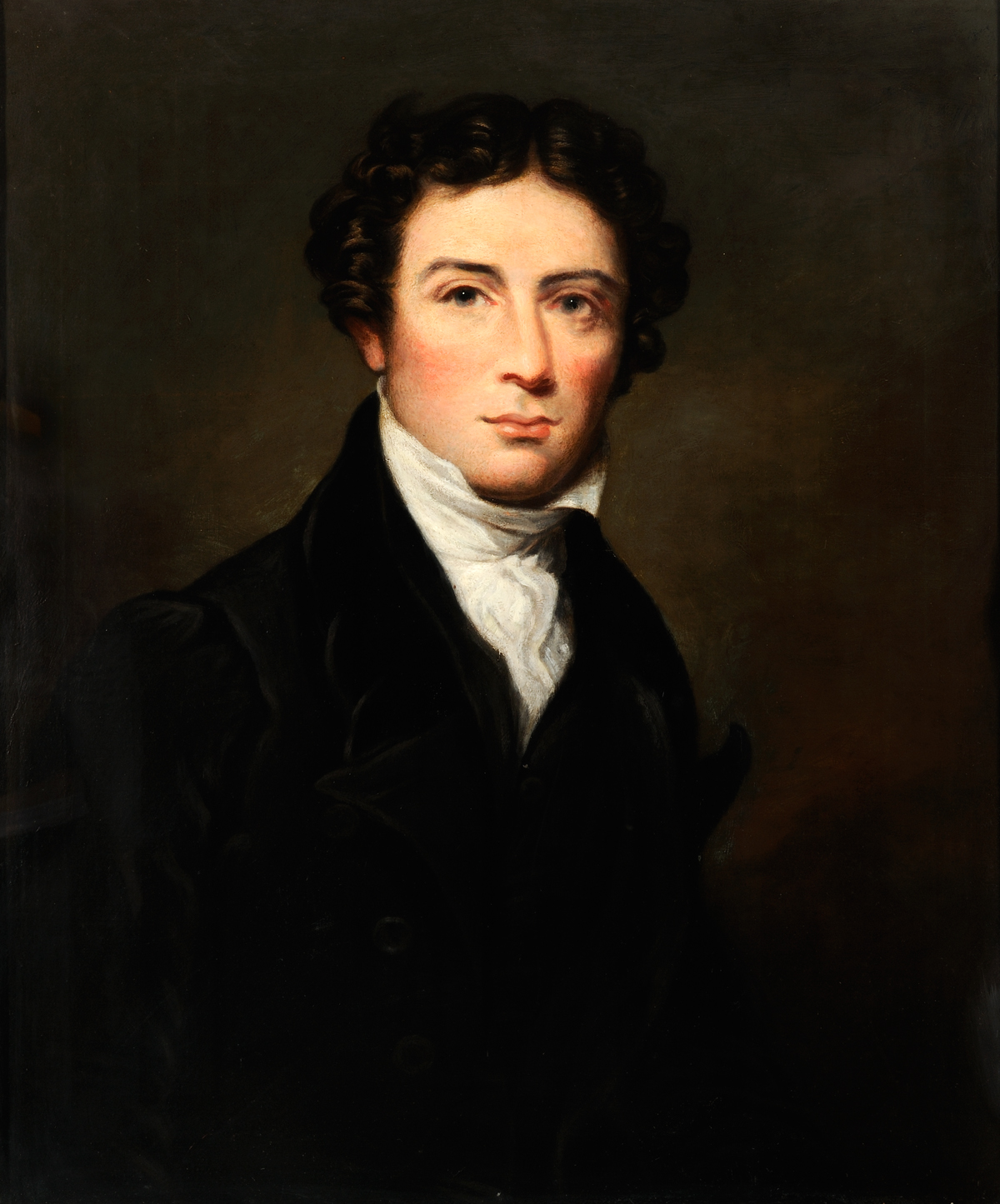
Michael Faraday

Faradayova konstanta vyjadřuje poměr mezi molární hmotností a elektrochemickým ekvivalentem látky, nebo též je to celkový elektrický náboj 1 molu látky úplně disociované nebo ionizované na částice s elementárním nábojem. Faradayova konstanta se používá při výpočtech pomocí Faradayových zákonů elektrolýzy.

## Značení
- Značka konstanty: F
- Po redefinici SI je od r. 2019 její hodnota pevně stanovenou konstantou:

F = 96 485,332 123 310 018 4 C·mol−1 (přesně, vizte následující vztah)

## Výpočet
Faradayova konstanta je tvořena součinem elementárního náboje a Avogadrovy konstanty:
{\displaystyle F\,=\,eN_{\mathrm {A} }}
kde:
e = 1,602 176 634×10−19 C (přesně)
NA= 6,022 140 76×1023 mol−1 (přesně)